# Medophron crassicornis
Medophron crassicornis là một loài tò vò trong họ Ichneumonidae.